# كاشف ولينز
كاشف ولينز مركب عضوي يحتوي على الفسفور والسيلينيوم. وهو مماثل لكاشف لويسون حيث يستخدم لإضافة السيلينيوم إلى المركبات. سمي الكاشف باسم البروفسور جون ديريك ولينز وهو رئيس قسم الكيمياء في جامعة سانت أندروز.

## التحضير
كاشف ولينز متوفر تجارياً، ويمكن تحضيره مختبرياً عن طريق تسخين خليط من ثنائي كلوروفنيل فوسفين، وسيلنيد الصوديوم (Na2Se) (والذي يحضر بمفاعلة السيلينيوم الحر مع الصوديوم في الأمونيا السائلة).
ويحضر أيضاً بطريقة أخرى وهي مفاعلة خماسي الجزيئات (PPh)5 مع السيلينيوم الحر.

## الاستخدام
من أهم استخدامات كاشف ولينز هو سيلنة مركبات الكاربونيل، فعلى سبيل المثال يحول كاشف ولينز الكاربونيل إلى السيلينوكاربونيل، كما تم استخدام كاشف ولينز في سيلنة الأحماض الكربوكسيلية والألكينات والألكاينات والنتريلات.

## اقرأ أيضاً
- كاشف كورنفورث
- كاشف كولنز